# دورين ياكوبي
دورين ياكوبي (بالألمانية: Doreen Jacobi)‏ هي عارضة وممثلة ألمانية، ولدت في 28 فبراير 1974 ببوتسدام في ألمانيا.

## وصلات خارجية
- دورين ياكوبي على موقع IMDb (الإنجليزية)
- دورين ياكوبي على موقع ألو سيني (الفرنسية)
- دورين ياكوبي على موقع أول موفي (الإنجليزية)
- دورين ياكوبي على موقع قاعدة بيانات الفيلم (الإنجليزية)
- دورين ياكوبي على موقع كينوبويسك (الروسية)